# Studios RAK
Les studios RAK sont des studios d'enregistrement situés à Londres, près de Regent's Park. Ils ont été créés par Mickie Most en 1976 et comportent quatre studios différents.
Le producteur Nigel Godrich a commencé sa carrière dans ce studio comme ingénieur du son sous la direction de John Leckie. C'est là qu'il rencontre le groupe Radiohead en 1995 lors de l'enregistrement de leur deuxième album The Bends. Il y enregistrera aussi Regeneration de Divine Comedy, ou Chaos and Creation in the Backyard de Paul McCartney.
Parmi les autres albums enregistrés intégralement ou en partie aux studios RAK, on peut citer : 
- Who Are You de The Who (1978)
- The Scream de Siouxsie and the Banshees (1978)
- Tormato de Yes (1978)
- Vienna de Ultravox (1981)
- Kim Wilde de Kim Wilde (1981)
- Pornography de The Cure (1982)
- The Crossing de Big Country (1983)
- The Queen Is Dead de The Smiths (1986)
- If I Should Fall from Grace with God de The Pogues (1987)
- Parklife de Blur (1994)
- The Man Who de Travis (1999)
- Showbiz de Muse (1999)
- Exciter de Depeche Mode (2001)
- Meds de Placebo (2006)
- Tiger Suit de KT Tunstall (2010)
- Strangeland de Keane (2012)